# Nagda (Madhya Pradesh)
Nagda (Hindi: नागदा Nāgadā) ist eine Großstadt mit etwa 110.000 Einwohnern im Distrikt Ujjain im Westen des indischen Bundesstaats Madhya Pradesh. Hier befindet sich ein wichtiger Eisenbahnknotenpunkt im Nordwesten Indiens.

## Lage
Nagda liegt in einer Höhe von ca. 520 am Fluss Chambal in der historischen Region Malwa knapp 250 km (Fahrtstrecke) westlich von Bhopal, der Hauptstadt von Madhya Pradesh bzw. etwa 57 km nordwestlich der Distriktshauptstadt Ujjain. Nagda hat einen Bahnhof an der Strecke Ujjain-Ratlam und ist ein wichtiger Eisenbahnknotenpunkt im Westen Nordindiens. Das Klima ist warm; Regen (ca. 1000 mm/Jahr) fällt nahezu ausschließlich in den Monsunmonaten Juni bis September.

## Bevölkerung
Offizielle Bevölkerungsstatistiken werden erst seit 1991 geführt und veröffentlicht.
| Jahr      | 1991   | 2001   | 2011    |
| Einwohner | 79.622 | 96.579 | 100.039 |

Die Hindi und Urdu sprechende Bevölkerung besteht zu etwa 81,5 % aus Hindus, zu gut 14,5 % aus Moslems und zu ca. 2 % aus Jains; zahlenmäßig kleine religiöse Minderheiten bilden Christen, Sikhs, Buddhisten und andere. Wie bei Volkszählungen im Norden Indiens üblich, liegt der männliche Bevölkerungsanteil deutlich höher als der weibliche.

## Wirtschaft
Nagda ist ein Eisenbahnknotenpunkt (junction) und eine Industriestadt mit einer der größten Viskose-Produktionsstätten Asiens, der zum Aditya-Birla-Konzern gehörenden GRASIM Industries Ltd. Diese befindet sich im Süden der Stadt in unmittelbarer Nachbarschaft zum nationalen Flughafen (Nagda Airport) und ist in zu Beginn des 21. Jahrhunderts wegen ständig sich ausbreitender Vergiftungssymptome der Arbeiter und der in der Nähe bzw. am Fluss Chambal lebenden Bevölkerung in den Verdacht der Umweltbehörden sowie internationaler Beobachter geraten.

## Geschichte
Nagda ist ein alter Ort und wurde schon von dem gupta-zeitlichen Dichter Kalidasa (4./5. Jahrhundert) erwähnt. Doch die Geschichte Nagdas reicht wahrscheinlich noch weiter zurück: Der König Janmejay aus der bereits im Mahabharata-Epos erwähnten Pandava-Dynastie soll sich um die Entwicklung der damaligen Stadt verdient gemacht haben. Später fiel der Ort jedoch der Vergessenheit anheim und war – vor seinem industriellen Aufschwung nach der Unabhängigkeit Indiens – nicht mehr als ein Dorf mit etwa 1.000 Einwohnern.

## Sehenswürdigkeiten
Trotz seiner weit zurückreichenden Geschichte und seiner Lage in der historisch bedeutsamen Region Malwa hat Nagda keine archäologisch interessanten Sehenswürdigkeiten.
- Hauptattraktion der Stadt ist der von der Industriellenfamilie Birla gestiftete und innerhalb einer gepflegten Parkanlage gelegene Birla-Tempel (Birla mandir), der dem Hindu-Gott Vishnu geweiht ist. Er wurde um das Jahr 1995 fertiggestellt und orientiert sich im Hinblick auf seine Architektur und den Skulpturenschmuck an klassischen indischen Hindu-Tempeln.
- Etwa 2 km westlich der Stadt wurde der Fluss Chambal zu einem langgestreckten See (Chambal Lake) aufgestaut, der an den Wochenenden viele Inder zu Tagesausflügen animiert.